# 上海报业集团
上海报业集团（英語：Shanghai United Media Group, SUMG），简称上报集团，是中华人民共和国的一家报业集团，由解放日报报业集团和文汇新民联合报业集团整合重组，经中共上海市委批准，于2013年10月28日正式成立。集团总部位于上海市威海路755号（原文新报业大厦）。
根据国家新闻出版广电总局发布的数据，2016年全国报刊出版集团排名中，上海报业集团连续三年位列总体经济规模第一，而在2018年的排名中，则下跌至第二，排名第一的位置被浙江日报报业集团取代。
截至2020年底，上海报业集团已拥有网站、客户端、微博、微信公众号、手机报等多种新媒体形态共计313个端口，覆盖用户7.24亿。

## 历史
2013年9月2日下午，时任中共上海市委书记韩正在市委会议室召开专题会，提出上海报业改革问题，并要求在10月底前完成新集团的挂牌。会上还成立三人筹备小组，后扩大为六人小组。韩正还在会上提出“三个一”的工作目标，即“要合并成一个集团，要配强一个班子，要研究一套支持媒体发展”的政策。9月24日、10月8日，韩正先后举行了两次碰头会，听取了报业集团调整改革方案的汇报和新报业集团三大报社干部、人事的建立方案；10月12日，中共上海市委常委会审议并通过了上海地区报业集团调整、改革方案。
2013年10月28日，经中共上海市委批准，新组建的上海报业集团正式成立，韩正为上海报业集团揭牌。原上海广播电视台台长、上海东方传媒集团总裁裘新任社长，原文汇新民集团副社长高韵斐任副社长、总经理，原上海国资经营公司董事长程峰任副社长、副总经理。同日，上海报业集团与百度公司签订了战略合作协议，联合运营百度新闻上海频道（页面存档备份，存于）。此前的2012年，解放日报报业集团与腾讯网合作，成立了大申网。
上海报业集团成立后，解放日报、文汇报和新民晚报三大报社恢复法人地位。集团在新技术运用、新媒体发展、新领域拓展以及高水平为三家报社提供保障服务，这被称为“三新一高”。另外，上海每年为解放日报社、文汇报社注入财政资金，支持两大报社的品牌拓展和传播运营工作；市宣传文化专项扶持资金也将安排预算，用于支持各主要报纸发展新媒体、扶持外宣媒体和具有文化影响力的报刊；报业集团将承担集中进行资产运作的责任。
上报集团合并组建后，集团对《新闻晚报》、《东方早报》等报刊进行休刊，同时对2404名人员进行了分流，并对长期亏损和资不抵债的低效、无效资产进行了清理。集团近年开始重点发展新媒体，在2014年1月1日，旗下《解放日报》新媒体项目“上海观察”（后改名为上观新闻）付费App正式上线；1月16日，上报集团投资财经新媒体项目，中国移动、弘毅资本等入股，由何力负责团队组建，整体设想是“文化金融平台”，该平台即为后来上线的界面新闻；同年7月，由《东方早报》打造的新媒体项目澎湃新闻上线，此后又上线了多个新媒体平台。至2018年时，集团完成了“三二四”新媒体战略布局，其中“三”是实施以三大主流报纸为代表的传统主流媒体战略转型；“二”是打造两大现象级新媒体；“四”是聚焦四大细分领域，打造特色新媒体产品。2014-2017年，新媒体业务收入占集团媒体业务总收入比重实现连年翻番，2018年预算目标占集团媒体业务总收入比重将达到53.3%，首次实现过半。
2014年10月27日，在上海报业集团成立一周年之际，集团推出其视觉形象标志。集团标志为一个由报纸折叠演绎而成的六边形标志，标志镂空的上半部分是一个M字造型（M为“媒体”英文Media首字母），下半部分是一个U字造型（U为“联合”英文United首字母）。报纸折边相围、字母紧密相连，寓示着上海报业整合资源、聚力融合。
2017年1月，原隶属于上海报业集团的上海印刷集团划入上海世纪出版集团。同年底，旗下界面新闻通过换股的方式，完成对蓝鲸·财联社的整体并购。
2020年5月29日，经中共上海市委、上海市人民政府研究决定，上海市国资委将所持东方网43.63%股份无偿划转至上海报业集团。
2023年10月26日，上海报业集团成立国际传播中心，负责管理《上海日报》、第六声、SHINE等外宣媒体，同时管理IP SHANGHAI、City News Service等平台。
2024年11月11日，上海报业集团宣布正式启动新一轮改革，同时发布改革方案。根据方案，2025年1月1日起，《解放日报》、《文汇报》、《新民晚报》所属客户端整合为全新的上观新闻客户端；《文学报》并入《文汇报》，改为《文学》周刊继续出版，同时向互联网转型；《新闻晨报》停办“周到”客户端，改为以微博、微信平台账号为传播主阵地的融媒体；东方网停办“东方新闻”客户端和“翱翔新闻”客户端。

## 办公地点
上海报业集团的总部位于静安区威海路755号报业大厦（原文新报业大厦）。不过上海报业集团旗下媒体的办公地点均不在同一个地点，具体情况如下：
- 原文汇新民联合报业集团旗下媒体、《解放日报》社旗下系列报刊（《支部生活》、《倡廉文摘》、《报刊文摘》、《宣传通讯》）、《新闻晨报》的办公地点位于静安区威海路755号报业大厦（文新报业大厦）；
- 原解放日报报业集团旗下媒体（《解放日报》及旗下系列报刊、《新闻晨报》除外）的办公地点位于闵行区莘庄镇都市路解放日报报业集团大厦；
- 《解放日报》的办公地点位于静安区延安中路816号（靠近报业大厦）。

## 机构设置
- 新闻宣传管理办公室
- 战略发展部
- 新媒体发展研究中心
- 资产运营部
- 经营管理办公室
- 财务管理部
- 纪检监察室
- 审计合规部
- 人力资源部
- 党群工作部
- 党政办公室
- 对外事务部
- 信息技术中心
- 保障服务部

## 旗下媒体
上报集团合并组建时，旗下共有报刊32家，是全国报业集团拥有报刊量最多的。截至2018年11月底，集团实际运营的报刊有20家，其中《解放日报》、《文汇报》和《新民晚报》为三家主要报纸，是上海市委、市政府的喉舌。三家报纸办报特色分明，分别以时政、文化、民生为核心内容。

### 报纸（现存）
| 名称                                   | 创刊日期                          | 简介/备注 | 合并前原所属集团 |
| -------------------------------------- | --------------------------------- | --- | ---------------- |
| 《解放日报》                           | 1949年5月28日                     | 中共上海市委机关报 | 解放             |
| 《文汇报》                             | 1938年1月25日                     | 以知识分子为主要读者对象的大型综合性日报 | 文新             |
| 《新民晚报》（及其业主周刊、家庭周刊） | 1929年9月9日                      | 面向普通市民的综合性晚报，前身为在南京创刊的《新民报》，后改为仅在上海出版（1958年改为现名），是中国大陆创刊时间最早并至今连续出版的一家报纸 | 文新             |
| 《上海日报》                           | 1999年10月1日                     | 中国大陆第一份地方性英语日报 | 文新             |
| 《报刊文摘》                           | 1980年1月1日                      | 中国大陆第一份综合性文摘报 | 解放             |
| 《东方体育日报》                       | 2003年5月18日                     | 前身為《新民体育报》，2003年5月18日改為現名                                                                                                  | 文新             |
| 《新闻晨报》                           | 1999年1月1日创刊 2000年6月1日改版 | 以普通市民为主要读者对象的综合性早报，原为《新闻报·晨刊》，2000年6月1日改為現名                                                              | 解放             |
| 《社区晨报》                           | 2012年5月                         | 面向社区居民不定期发行的报纸，前身为2009年8月试刊的《新闻晨报社区报》，2012年5月正式创刊，改为现名                                           | 解放             |
| 《上海法治报》                         | 1984年1月                         | 以报道法治新闻为主的报纸，原名《上海法制报》                                                                                                 | 解放             |
| 《上海学生英文报》                     | 1985年6月12日                     | 面向中学师生的英文辅导报刊 | 解放             |
| 《文学报》                             | 1981年4月2日                      | 以刊登文学新闻、作品为主的周报 | 文新             |
| 《浦东时报》                           | 2008年6月30日                     | 以报道浦东新区新闻为主的日报 | 解放             |

### 报纸（已停刊）
| 名称             | 创刊日期                          | 停刊日期       | 简介/备注                                                           | 合并前原所属集团 |
| ---------------- | --------------------------------- | -------------- | ------------------------------------------------------------------- | ---------------- |
| 《新闻晚报》     | 1999年1月1日创刊 2000年6月1日改版 | 2014年1月1日   | 上海地区出版的第二份晚报，原为《新闻报·晚刊》，2000年6月1日改為現名 | 解放             |
| 《房地产时报》   | 2001年1月2日                      | 2014年7月26日  | 上海惟一一份房地产专业报，住建部和上海市房管局指定信息发布媒体      | 解放             |
| 《新民地铁》     | 2002年11月1日                     | 2014年7月28日  | 面向上海地铁乘客发行的生活服务类周报                                | 文新             |
| 《外滩画报》     | 2003年11月11日                    | 2016年1月1日   | 涵盖政治、社会、文化、 艺术、体育、潮流、时尚等内容的综合性周刊     | 文新             |
| 《东方早报》     | 2003年7月7日                      | 2017年1月1日   | 以知识分子为主要读者对象的综合性早报，报道风格以敢言著称            | 文新             |
| 《i时代报》      | 1998年                            | 2018年1月17日  | 原为《上海计算机报》，后多次改版，是中国大陆第一份地铁报            | 解放             |
| 《申江服务导报》 | 1998年1月1日                      | 2018年11月28日 | 以时尚、生活为主的面向都市的周报                                    | 解放             |

### 杂志
| 名称             | 创刊日期     | 备注                                         | 合并前原所属集团 |
| ---------------- | ------------ | -------------------------------------------- | ---------------- |
| 《上海支部生活》 | 1954年7月1日 | 中共上海市委创办的党刊                       | 解放             |
| 《新民周刊》     | 1999年       |                                              | 文新             |
| 《倡廉文摘》     | 2009年1月1日 | 反腐倡廉专刊                                 | 解放             |
| 《新闻记者》     | 2004年       | 新闻研究专刊，与上海社会科学院新闻研究所合办 | 文新             |
| 《新读写》       | 2003年       | 中学生读写期刊                               | 文新             |
| 《上海滩》       | 1987年       |                                              | 文新             |
| 《今日上海》     | 1995年9月    | 报道上海各项建设事业发展情况的期刊           | 文新             |
| 《私家地理》     | 2005年       |                                              | 文新             |

### 網站及新媒体
截至2018年初，上报集团拥有网站、客户端、微博、微信公众号、手机报、搜索引擎中间页、移动端内置聚合分发平台等近10种新媒体形态，端口267个。其中移动客户端12个，微信公众号193个，微博账号43个，PC端网站17个，覆盖用户超过3.2亿。集团旗下上观新闻、澎湃新闻、界面在2017年1至12月份全部登上中央网信办发布的月度“中国新闻网站移动端传播力总榜”，且全部位列前30位。其中，澎湃新闻在2017年取得6次第一、4次第二的成绩。
| 名稱                             | 網址                                                                            | 上線日期                                   | 備註 |
| -------------------------------- | ------------------------------------------------------------------------------- | ------------------------------------------ | --- |
| 上观新闻（原解放网）             | www.jfdaily.com、www.shobserver.com（页面存档备份，存于）                       | 原解放网：1998年7月28日 原上海观察：2014年 | 初名“解放日报社电子网络版”。2025年1月1日起，解放日报、文汇报、新民晚报合办全新的“上观新闻”客户端。        |
| 东方网                           | www.eastday.com（页面存档备份，存于）                                           | 2000年5月28日                              | 2020年5月29日，上海市国资委将所持东方网43.63%股份无偿划转至上海报业集团，东方网成为上海报业集团旗下网站。 |
| 澎湃新闻                         | www.thepaper.cn（页面存档备份，存于）                                           | 2014年7月                                  | 曾为《东方早报》的新媒体计划，报道内容以时政为主                                                          |
| 第六声                           | www.sixthtone.com（页面存档备份，存于）                                         | 2016年                                     | 澎湃新闻的英文新媒体子计划                                                                                |
| 界面新闻                         | www.jiemian.com（页面存档备份，存于）                                           | 2014年9月                                  | 专注于财经新闻的新媒体平台                                                                                |
| 新闻晨报网/周到上海              | www.shxwcb.com（页面存档备份，存于）、www.zhoudaosh.com（页面存档备份，存于）   | 2015年、2016年                             | 《新闻晨报》官方网站及新媒体平台                                                                          |
| 东方体育日报/东体在线/东体客户端 | www.osportsmedia.com（页面存档备份，存于）、www.sport1.cn（页面存档备份，存于） | 不详                                       | 《东方体育日报》官方网站                                                                                  |
| SHINE/SHINE客户端                | www.shine.cn（页面存档备份，存于）                                              | 待补                                       | 《上海日报》官方网站                                                                                      |

## 旗下公司及资产
- 新华传媒（成立於2006年，同年通過華聯超市借殼上市，公司主營圖書發行、報刊經營、廣告代理、物流配送四大業務[25]）
- 上海三联书店
- 文汇出版社
- 东方艺术中心
- 城市动漫
- 上海文化产权交易所